# La Roche-des-Arnauds
La Roche-des-Arnauds är en kommun i departementet Hautes-Alpes i regionen Provence-Alpes-Côte d'Azur i sydöstra Frankrike. Kommunen ligger  i kantonen Gap-Campagne som ligger i arrondissementet Gap. År 2022 hade La Roche-des-Arnauds 1 675 invånare.

## Befolkningsutveckling
Antalet invånare i kommunen La Roche-des-Arnauds
Referens:INSEE